# Договір про ненапад між СРСР і Польщею
Договір про ненапад поміж Польською Республікою і Союзом Радянських Соціалістичних Республік (пол. Polsko-radziecki pakt o nieagresji; рос. Договор о ненападении между СССР и Польшей) — міжнародна угода між Польщею та СРСР, підписана «з метою розвитку і доповнення Договору, підписаного у Парижі 27 серпня 1928 року», для збереження мирних стосунків між сторонами та миру у Європі.